# Estiria
Estiria (en alemán: Steiermarkⓘ; en esloveno: Štajerska) es uno de los nueve estados federados que integran la República de Austria.
Está en el sureste del país compartiendo frontera con Eslovenia y los estados federados austriacos de Alta Austria, Baja Austria, Salzburgo, Burgenland y Carintia. Su capital y ciudad más poblada es Graz. Tiene algo más de 1,25 millones de habitantes, en una superficie de 16 399 km², lo que se debe a sus bosques, que ocupan más de la mitad de la superficie.
Cuenta con una minoría étnica autóctona y oficialmente reconocida de 4250 eslovenos.

## Historia
La historia de Estiria comprende aproximadamente la región correspondiente del moderno estado de Estiria, desde los primeros asentamientos eslavos durante la Edad Oscura hasta el presente. Esta región montañosa y pintoresca, la cual se convirtió en un importante centro de alpinismo durante el siglo XIX, es comúnmente llamada el "Corazón Verde", porque la mitad de su superficie está cubierta por densos bosques y un cuarto por prados, pastos, viñedos y huertos. Estiria es asimismo rica en minerales como hierro y hulla, los cuales han sido extraídos en Erzberg desde el tiempo de los romanos. El ""Windisch Büheln"" es un famoso distrito vinícola, que se extiende entre Eslovenia y Austria.

### Denominación de Estiria
El nombre de Estiria, en alemán Steiermark, proviene de la ciudad llamada Steyr, actualmente en Alta Austria. La primera referencia aparece en 985, en Styraburg (castillo de Estiria), llamado actualmente castillo de Lamberg. La ciudad de Steyr era anteriormente parte del Traungau (región localizada en Alta Austria), estrechamente asociada a sus privilegios comerciales de la industria del hierro en Erzberg. En la historia común de la ciudad y la región todavía se mantiene en latín el nombre de la provincia (Estiria) y el escudo común con la pantera plateada, de brazos y cuernos rojos, que escupe llamas y está erguida sobre un fondo verde. Por lo tanto, hay una distinción entre el concepto geográfico de Estiria y el oficial-político establecido por las autoridades y las instituciones de Estiria.

### Inicios deSteyr

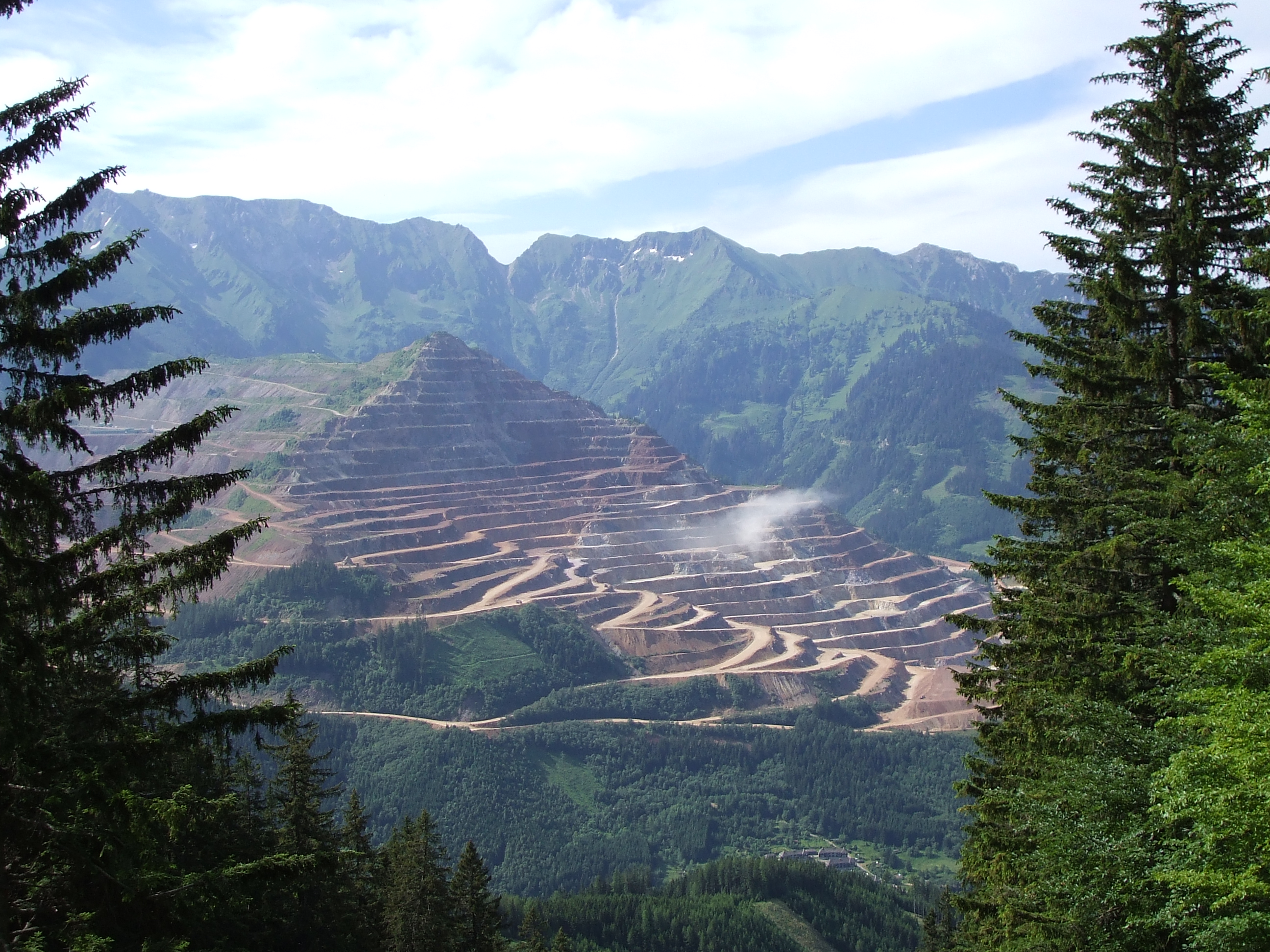
La montaña Erzberg (que significa «montaña de mineral») en Estiria, es una de las mayores minas de Europa. Fue una importante fuente de ingresos en la Edad Media.

Estiria tuvo sus inicios con tres partes de Carintia, establecidos después de la batalla de Lechfeld del 10 de agosto del año 955. Posteriormente, le fueron añadidos los cuatro condados más orientales de Carintia para tener un apoyo militar contra la continua amenaza de los magiares.
Al principio el territorio estuvo habitado en su mayor parte por eslavos, hasta que finalmente pasó a dominio de la familia Traungauer, también conocidos como los Otakar, construyen su poder feudal, mediante campañas militares y casamientos desde la fortaleza de Steyr, de allí tomaría su actual denominación el lugar. En 1180, Otakar IV recibe el título de duque, abandonando así la subordinación de Baviera. Pese a ello, la independencia de Estiria no permanecería mucho tiempo.
Al no poseer herederos el duque Otakar IV, se realizó el Tratado de Georgenberg en 1186 y Estiria fue adquirida por la familia Babenberg en 1192. En esos momentos, el clero y particularmente las arquidiósesis de Salzburgo y Passau poseían la mayor parte de las mejores tierras locales. Con el pasar de los años, los Babenberg ampliaron sus dominios mediante confiscaciones, sucesiones y compras e introdujeron a los llamados "ministeriales", que eran familias servidoras con responsabilidades administrativas y militares. Ya en el siglo XIII los Babenberg se convirtieron en gobernantes ducales con amplios territorios del Sacro Imperio Romano en Austria y Estiria, y aliados de la familia imperial Hohenstaufen.
El emperador Enrique IV del Sacro Imperio Romano Germánico destituyó a Leopoldo II, pero una generación después Leopoldo III apoyó a Enrique V, hijo de Enrique IV. Gracias a ello, Leopoldo III contrajo matrimonio con la hermana de Enrique V, Inés de Alemania en el año 1106, aumentando drásticamente el prestigio de los Babenberg. Leopoldo III continuaría pacificando el territorio y fundaría los monasterios de Klosterneuburg y Heiligenkreuz, convirtiéndose en el santo patrono de Austria por su canonización en 1495.
Ya en el siglo XIII, Leopoldo IV fundó varios monasterios y se unió a las cruzadas, además compró varias ciudades que incluían a Wels, Linz y Freistadt, además de realizar una importante mejora en sus relaciones con Viena.
Leopoldo V ordenó el arresto de Ricardo I de Inglaterra en 1192 y con el dinero del rescate construyó la carretera desde Viena hasta Estiria, pese a que por ello fue excomulgado por encarcelar a un cruzado. En esa época, las órdenes religiosas como los benedictinos fueron importantes agentes para el establecimiento de la población local, ya que dichos lugares sostenían impuestos menores y poseían tierras fértiles que posibilitaban cosechas de gran valor como la vid, por ello los bávaros emigraban hacia estas tierras que eran predominantemente eslavas.
Leopoldo V se estableció en Viena en 1150 mejorando el lugar y brindándole las murallas, Leopoldo VI convirtió a la ciudad en centro urbano y Viena adquirió Estiria en 1192. El duque Federico II en el año 1238 dividió el territorio en dos: Baja Austria y Alta Austria. Traungau y Steir en Alta Austria se encontraban a expensas de Estiria.
Luego de la batalla de Marchfeld se extingue en 1246 la dinastía de los Babenberg y desencadena una crisis por el poder. Otakar II de Bohemia asume el poder en 1251 y se casa con una Babenberg, Margarita tomando el control de Austria, Estiria, Carintia, Carniola, el Friul y Aquilea. Rodolfo I de Habsburgo asume como rey de Alemania en 1273 y en 1276 derrota a Otakar, reclamando los territorios de Austria, Estiria y Carniola que, en 1282 otorgaría como feudos a sus hijos Alberto y Rodolfo, el primero se quedaría con los territorios un año más tarde.
Las tierras de la Casa de Habsburgo fueron divididas en los años 1379, 1396 y 1400 cuando los hijos de Leopoldo III se disputaban los territorios de su herencia, se divididió en tres partes: Baja Austria, Austria Interior (con Estiria, Carintia, Carniola y los territorios del Mar Adriático) y Alta Austria.

### Modernidad
Estiria fue por mucho tiempo la región montañosa más densamente poblada y productiva en Europa. Antes de la Primera Guerra Mundial, la población de Estiria era un 68% germana y un 32% eslovena, bordeada por Baja Austria, Hungría, Croacia, Carniola, Carintia, Salzburgo y Alta Austria. En 1918, después de la Primera Guerra Mundial, una tercera parte al sur del río Mura fue incorporada a Eslovenia formando la región informal de Štajerska en Eslovenia, actualmente dividida en las regiones de Podravska, Savinjska y parte de Koroška. Las dos terceras partes restantes se convirtieron en el estado federado austriaco de Estiria. La capital del ducado y del estado austriaco ha sido siempre Graz, la cual es asimismo la residencia del gobernador y sede de la administración estatal.

## Geografía

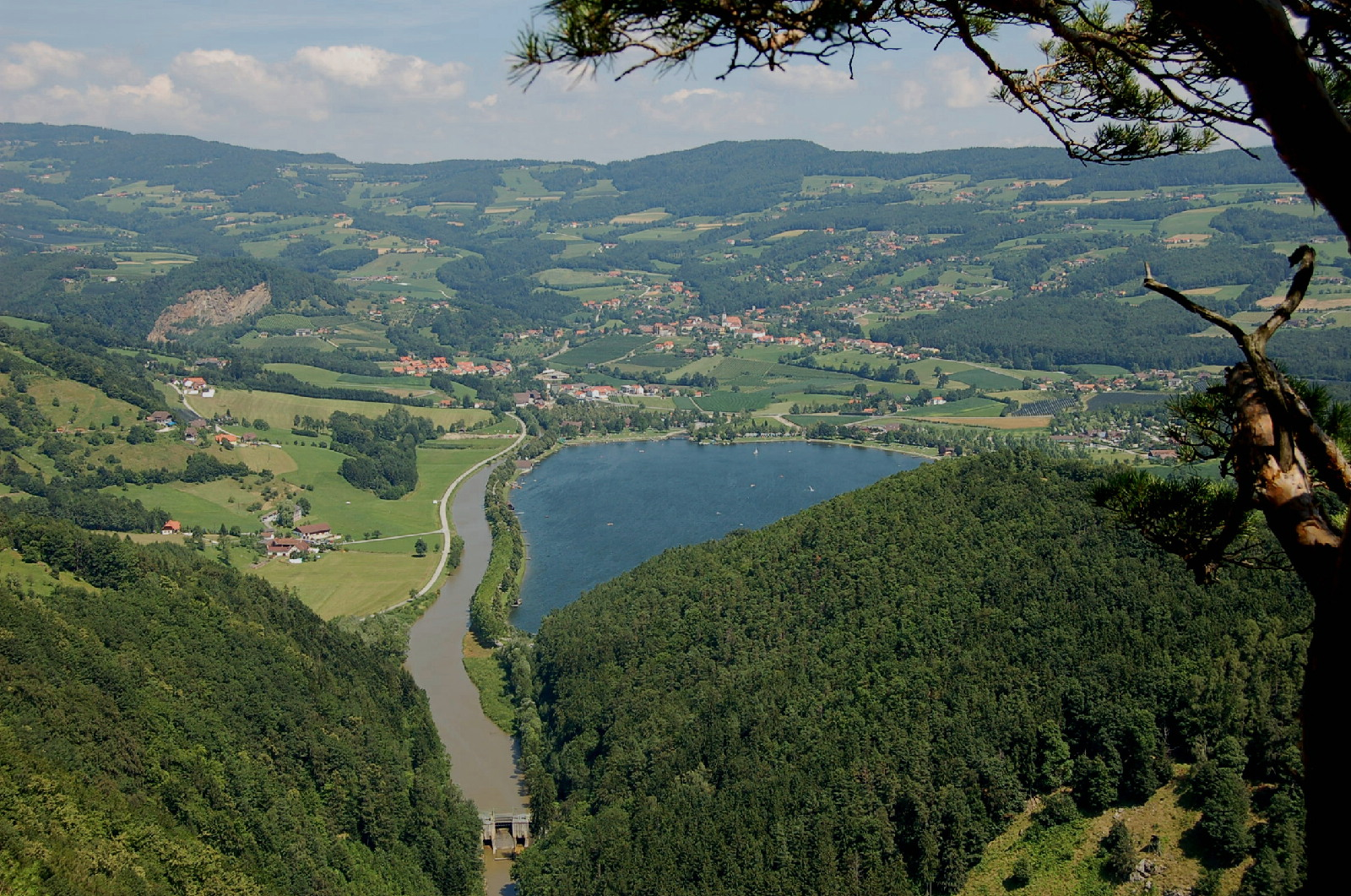
El Stubenbergsee es un lago artificial en el distrito de Hartberg Furstenfeld.

La provincia de Estiria tiene una superficie total de 16 399,34 km², siendo la segunda provincia más grande de Austria. Posee un borde de 145 kilómetros de largo con Eslovenia.
Estiria se encuentra dividida en varias regiones y es conocida como la «Marca Verde» (Grüne Mark) o «El corazón verde de Austria» (Grüne Herz Österreichs), ya que alrededor del 61% de su superficie está cubierta por bosques y un cuarto por prados, pastizales, huertos y viñedos.
El río principal de Estiria es el río Mura, que nace en Lungau y se extiende hacia el sur hasta la frontera con Eslovenia, desde allí fluye hacia el este a Bad Radkersburg y conforma la frontera.

## Economía
Como en cualquier parte del mundo desarrollado, se ha producido en Estiria un cambio del sector manufacturero hacia el sector de servicios. Esto ha tenido consecuencias negativas para las regiones industriales de la Alta Estiria, las cuales han sufrido un descenso constante en su población en años recientes.
En 2004, Estiria tuvo el mayor índice de crecimiento económico en Austria (3,8 %), principalmente debido al fuerte crecimiento económico observado en Graz ese año y que ha continuado creciendo en términos económicos y de población.

## Divisiones administrativas

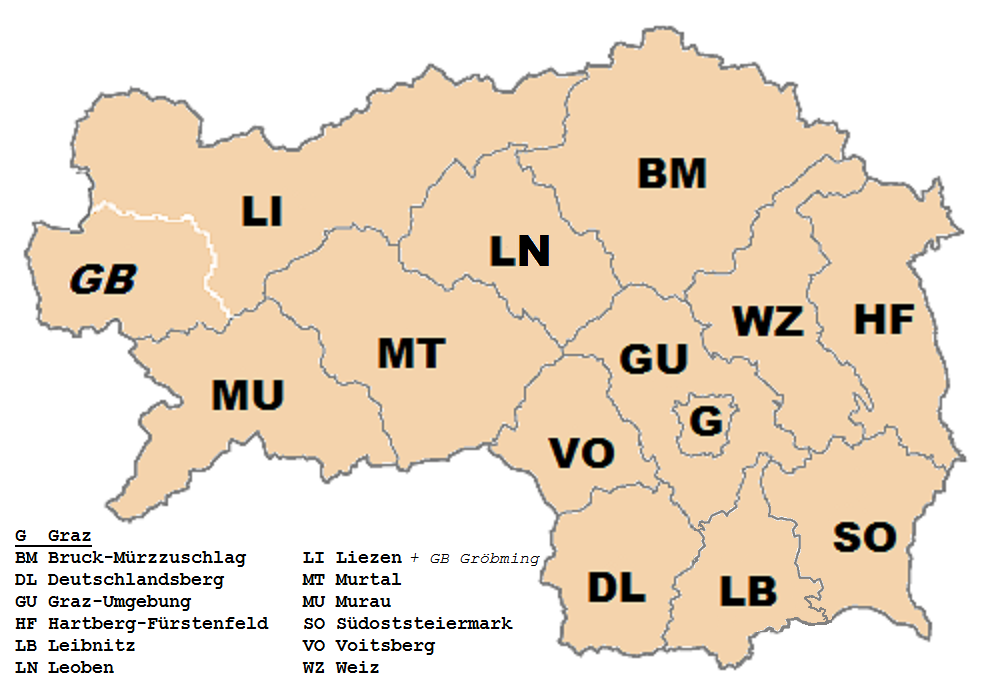
Estiria, distritos / matrículas (2020)

El estado federado se encuentra dividido en 12 distritos (Bezirke) y una ciudad abierta (2013).

### Ciudad estatutaria
1. Graz

### Distritos
1. Distrito de Bruck-Mürzzuschlag
2. Distrito de Deutschlandsberg
3. Distrito de Graz-Umgebung
4. Distrito de Hartberg-Fürstenfeld
5. Distrito de Leibnitz
6. Distrito de Leoben
7. Distrito de Liezen con subdistrito de Gröbming

Vista panorámica del norte de Estiria; Burgenland y luego Hungría se encuentran al fondo.

8. Distrito de Murau
9. Distrito de Murtal
10. Distrito de Südoststeiermark
11. Distrito de Voitsberg
12. Distrito de Weiz

## Política

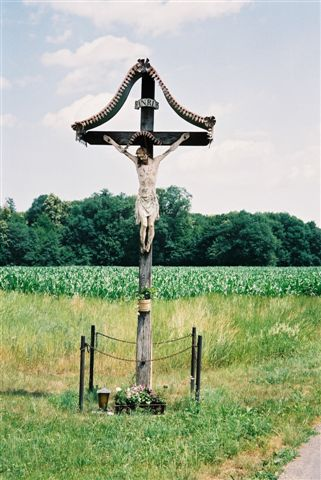
Una cruz consagrada en medio de campos de maíz cerca de Mureck en la Estiria rural demuestra el arraigado sentimiento católico.

El estado federado ha sido un bastión del Partido Popular Austríaco (ÖVP) desde 1945. El gobernador (el término político austriaco: Landeshauptmann) fue miembro de este partido.
| ÖVP   | 217.036 | 36,05 | 18 | 4           |
| SPÖ   | 138.572 | 23,02 | 12 | 3           |
| FPÖ   | 105.294 | 17,49 | 8  | 6           |
| GRÜNE | 72.749  | 12,08 | 6  | 3           |
| KPÖ   | 36.062  | 5,99  | 2  | Sin cambios |
| NEOS  | 32.346  | 5,37  | 2  | 2           |

## Población
Por cantidad de población, las diez mayores ciudades de la región de Estiria son:
| Ciudad              | Población 1 de enero de 2023 |
| ------------------- | ---------------------------- |
| Graz                | 298 479                      |
| Leoben              | 25 140                       |
| Kapfenberg          | 22 182                       |
| Bruck an der Mur    | 15 970                       |
| Feldbach            | 13 421                       |
| Leibnitz            | 13 014                       |
| Knittelfeld         | 12 781                       |
| Gratwein-Straßengel | 12 770                       |
| Seiersberg-Pirka    | 12 112                       |
| Weiz                | 11 952                       |
| Deutschlandsberg    | 11 721                       |
| Gleisdorf           | 11 362                       |
| Trofaiach           | 11 003                       |

### Composición étnica
Estiria tiene una zona de habla eslovena que es difícil de delimitar, debido al difuminado límite de 130 kilómetros con la República de Eslovenia, con pequeños núcleos de población y por las migraciones de estos producidas hacia los centros urbanos por la necesidad del mejoramiento educativo y/o económico. Unas 5000 personas afirmaban ser eslovenos y residir en Estiria en la década de 1990, pero el censo de 1991 establecía tan solo a unas 1 685 personas.

### Religión
| Católicos   | 961 630   |
| Evangélicos | 51 005    |
| Musulmanes  | 19 007    |
| Ortodoxos   | 8 328     |
| Ninguna     | 117 589   |
| TOTAL       | 1 183 303 |

A fines del siglo XVIII, los protestantes constituían una molesta minoría ante los católicos en Alta Austria, Carintia y Estiria. Por ello, María Teresa I de Austria ordenó el traslado masivo de protestantes del centro de Austria a Transilvania, el último de estos traslados forzosos fue en Estiria en 1774.
En Estiria en 1857 se calculaba que el 99,48 % de la población era católica y el 0,50 % evangélica. Para 1951 se calculaba en la región 991 958 católicos y 62 864 evangélicos, los restantes pertenecían a religiones con menos de 3 mil seguidores.
En el siglo XX, el catolicismo marcó su preeminencia con más del 80 % de la población, llegado a máximos de 89 %.

## Turismo

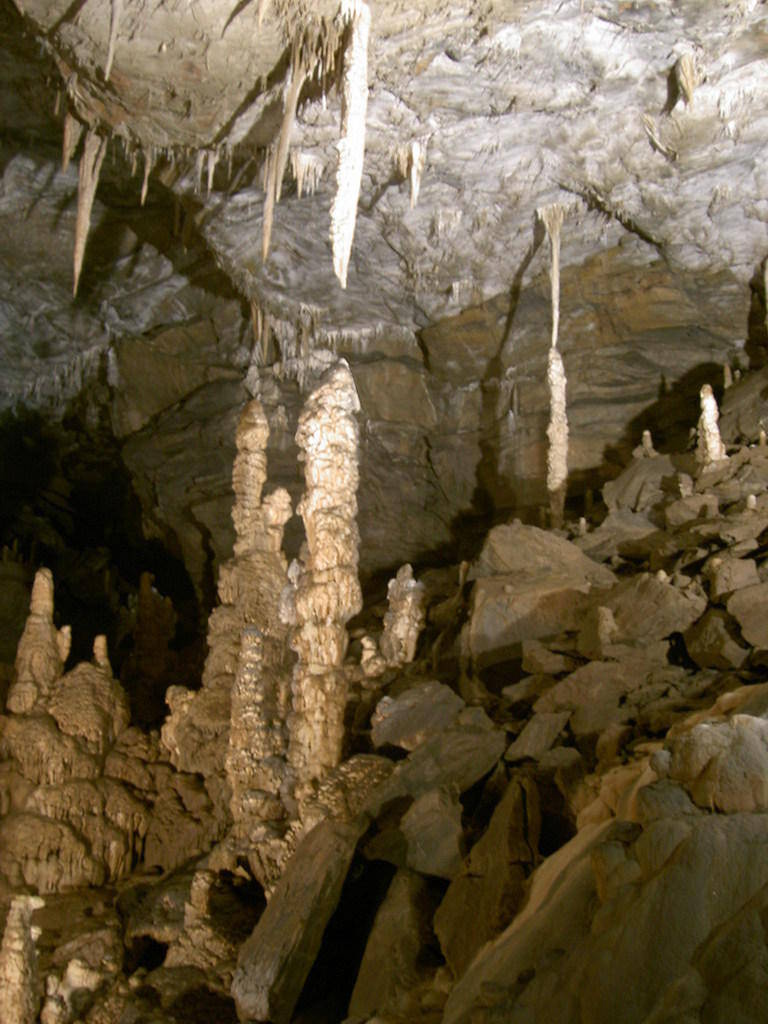
Cueva Lurgrotte Peggau.

Estiria forma parte de la llamada «Ruta del vino» y en su parte superior se encuentran las llamadas «Ruta del agua» (en alemán, Steirischen Wasserstraße), la «Ruta del hierro» (en alemán, Steirischen Eisenstraße) y los antiguos caminos de peregrinación. A los alrededores de la ciudad de Graz se dan actividades propias urbanas, en el este se encuentra la zona de termas con sus centros de bienestar y belleza y, en el sur, la ciudad de Leibnitz conocida por sus vinos.
El Parque Nacional Gesäuse, situado entre Admont y Hieflau y atravesado por el río Enns, tiene una superficie total de casi 11 000 hectáreas y es un centro natural de escalada, descenso de ríos y senderismo. Conformado naturalmente por bosques de alerces y pinos con su fauna propia del lugar, pastos alpinos de diferentes tipos, el río Enns escarpado con rocas que proporciona la flora y fauna acuática (algunos de estos en peligro de extinción).
De las 4500 cuevas que existen en la región de Estiria, solo 25 pueden ser visitadas. Uno de esos sitios turísticos es Lurgrotte Peggau, una gruta con estalactitas y estalagmitas que posee dos entradas y 6 kilómetros de largo. Fue descubierta el 1 de abril de 1894 por Max Brunello, un espelólogo italiano.
El autódromo Red Bull Ring, también conocido como Österreichring, alberga el Gran Premio de Austria de Fórmula 1 y el Gran Premio de Austria del Campeonato Mundial de Motociclismo.

### Arquitectura
La Via Artis o «Ruta del Arte» comienza en el balneario de Kurhaus y el museo literario Literaturmuseum Altaussee, pasando por la Villa Königsgarten. La Schlösserstraße o «Ruta de los Castillos» aglutina a unos 17 castillos o palacios.
En cuanto a la arquitectura religiosa, Estiria posee la Abadía de Admont que es la más grande de la zona y contiene la mayor biblioteca monacal del mundo. También existen lugares de peregrinación como la Basílica del Nacimiento de la Virgen María (Mariazell) que es un edificio de arquitectura gótica y barroca.
En Ausseerland, perteneciente a la zona montañosa de Salzkammergut, las villas continúan teniendo la arquitectura propia de la época del Imperio.